# Mirek Topolánek
Mirek Topolánek (Vsetín, 15 mei 1956) is een Tsjechisch conservatieve politicus. Hij was premier van Tsjechië van 5 september 2006 tot 8 mei 2009.
Topolánek verhuisde in 1996 van de gemeentelijke naar de nationale politiek. Al snel werd hij senaatsvoorzitter en nadien ook opvolger van Václav Klaus als voorzitter van de conservatieve burgerpartij ODS. Ondanks de verkiezingsoverwinning van de ODS tijdens de parlementsverkiezingen in juni 2006 wist zijn coalitie met de Christendemocratische Volkspartij en Groenen van de SZ, Strana Zelených geen meerderheid te krijgen in het Tsjechische parlement. Het linkse blok van de sociaaldemocratische ČSSD en de communistische KSČM was namelijk even sterk vertegenwoordigd in het parlement.
Na 6 maanden getouwtrek en moeilijk onderhandelen, werd er uiteindelijk op 19 januari 2007 toch een regering gevormd, die de vertrouwensstemming in het parlement kon overleven. Dit werd bereikt door twee overlopers uit het sociaaldemocratische kamp, namelijk Melčák en Pohanka.
Vanaf 1 januari 2009 was Topolanek roulerend voorzitter van de Europese Raad. Hij streefde naar de afronding en inwerkingtreding van het Verdrag van Lissabon, maar uitgerekend zijn president en partijgenoot Klaus was een van de grote dwarsliggers. En het Tsjechische parlement liet zich door het Europees voorzitterschap niet weerhouden om een kabinetscrisis te veroorzaken. Teneinde zijn land voor een blamage te behoeden droeg Topolanek de directeur van het bureau voor de statistiek, Jan Fischer, voor als premier van een overgangsregering.
Op 24 maart 2009 verloor de regering een vertrouwensstemming. Topolánek nam ontslag als premier op 8 mei 2009. Hij werd opgevolgd door de partijloze Jan Fischer, die een regering van lopende zaken leidde tot de verkiezingen van mei 2010.
Eind mei 2009 verschenen er foto's die in 2008 waren genomen in de villa van de Italiaanse premier Silvio Berlusconi. Op een ervan was een naakte man te zien. Later bevestigde Topolánek de vermoedens dat hij het was geweest.
Begin 2018 nam hij deel aan de Tsjechische presidentsverkiezingen. Hij werd na de eerste ronde uitgeschakeld met slechts 4,31 procent van de stemmen. Na de erkenning van zijn nederlaag, uitte hij zijn steun voor Jiří Drahoš in de tweede ronde van de verkiezingen.

## Bijzonder
Topolánek is getrouwd en heeft drie kinderen. Zijn echtgenote Pavla Topolánková is echter een politieke tegenstander geworden, nadat bekend is geraakt dat Topolánek een buitenechtelijke relatie heeft met Lucie Talmanová, viceparlementsvoorzitter van de ODS.